# Egypteneinde
Egypteneinde of Egypte is een voormalige buurtschap in de Nederlandse gemeenten Veendam en Midden-Groningen. De buurtschap lag aan de noordoostkant van het dorp Veendam en telde rond 1840 34 huizen en ruim 160 inwoners. In het bevolkingsregister wordt de naam sinds 1828 gebruikt. Enkele woningen (met een voormalige baggelarij) vallen onder Muntendam. Volgens 19e-eeuwse kaarten lag de kadastrale sectie Egipte oorspronkelijk ten oosten van het Oosterdiep, tussen de Bovenveensloot en de huidige Lloydsweg (nu: Tradepark). Het noordoostelijke deel van de sectie bestond uit de buurtschap Korte Akkers.
De naam Egypte is in de 20e eeuw ongebruikelijk geworden, in plaats daarvan wordt de straatnaam Egypteneinde gebruikt voor de weg richting Meeden en Muntendam. Direct ten oosten van de buurt loopt de spoorlijn naar Zuidbroek.
De naam komt vaker in Nederland voor, in Groningen onder andere de Egyptische Dijk in Finsterwolderhamrik,een verdwenen woning aan het Boterdiep tussen Kantens en Zandeweer, genoemd sinds 1710 en een woning De Egypte te 't Zandt. Het kan een verwijzing zijn naar groepen Roma, waarvan men aannam dat hun voorouders uit Egypte kwamen. Ook de inwoners van Feerwerd en Woltersum werden vroeger Egyptenaren genoemd, het laastste dorp heette 't Olle Egypte..

## Afbeeldingen

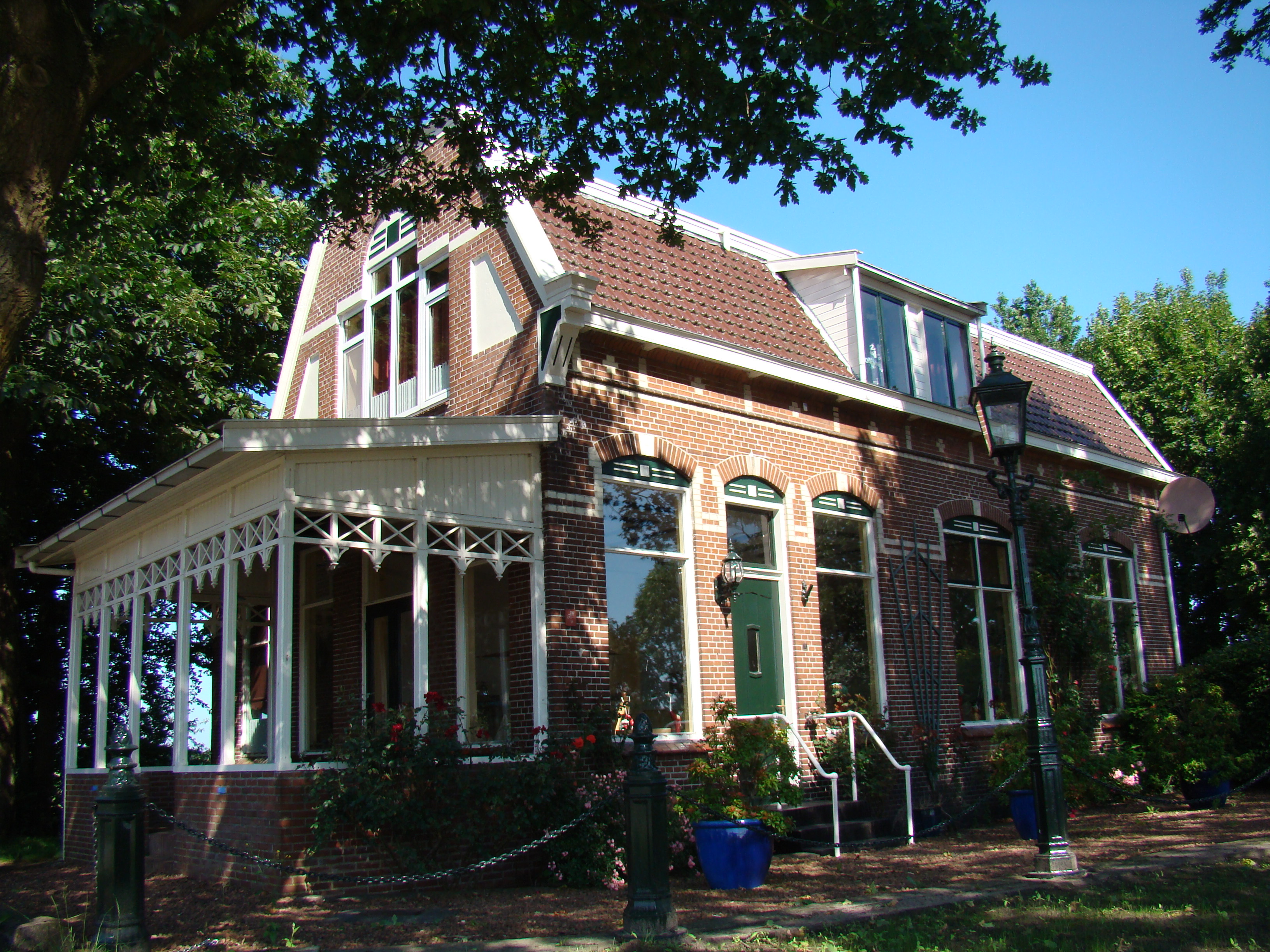
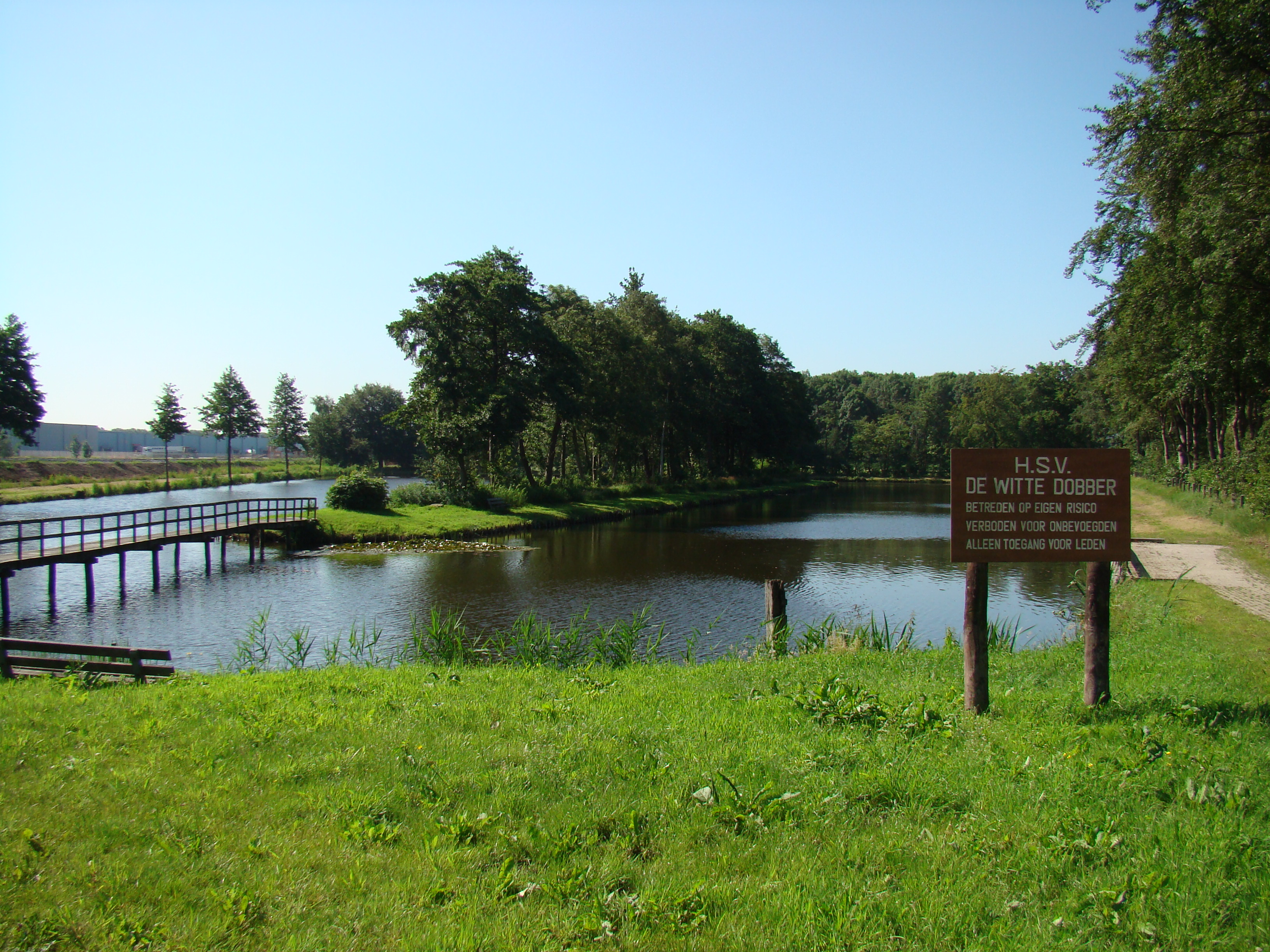
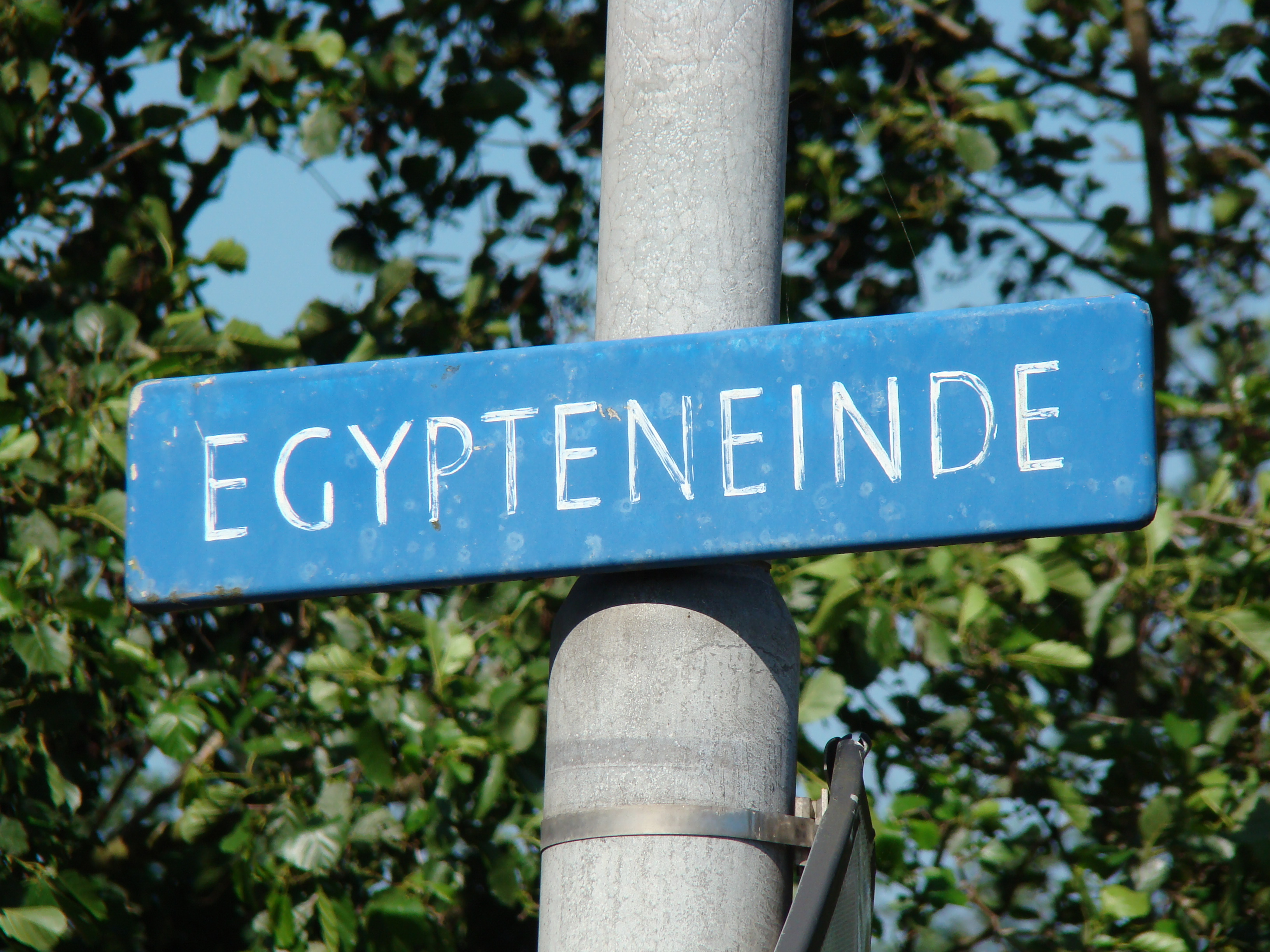